# Beta eliminazione dell'idrogeno
Con il termine beta eliminazione dell'idrogeno, o anche più semplicemente beta eliminazione o β eliminazione, in chimica organometallica si intende la reazione di eliminazione in cui un metallo alchile è trasformato in un alchene coordinato ad un metallo idruro. Perché la reazione sia possibile occorre che il carbonio in β rispetto al metallo abbia un idrogeno, che sul metallo sia presente un sito di coordinazione libero in cis rispetto al gruppo alchilico, e che sia possibile ottenere un arrangiamento abbastanza planare del frammento M–C(α)–C(β)–H in modo da avvicinare al metallo l'idrogeno che viene trasferito (vedi figura).
La beta eliminazione è la reazione inversa della inserzione migratoria di un'olefina, e costituisce il più comune processo di decomposizione dei metallo alchili. 
Esistono varie strategie per impedire le reazioni di beta eliminazione. La più comune è utilizzare leganti alchilici senza idrogeni in beta; a tale scopo sono comunemente impiegati i gruppi metile e neopentile. Leganti molto ingombranti come il ter-butile e il trimetilsilile (Me3Si−) possono impedire all'idrogeno di avvicinarsi a una configurazione complanare con il metallo e gli atomi di carbonio α e β. La beta eliminazione è impossibile o molto difficile se non è disponibile un sito di coordinazione libero sul metallo, come quando il complesso è già a 18 elettroni.   La beta eliminazione è inibita anche quando si andrebbe a produrre un alchene tensionato; questo caso è illustrato dalla stabilità dei complessi contenenti il legante norbornile: